# IAM Live au Dôme de Marseille
Albums de IAM
Anthologie 1991-2004
(2004) IAM Platinum
(2005)
En 2004, le groupe IAM a fait une tournée dans tous les zéniths de France, le Stratégie Tour, afin de promouvoir leur dernier album, Revoir un printemps. 
Un DVD, intitulé IAM Live au Dôme de Marseille est sorti fin 2004, suivi début 2005 d'un CD audio en deux volumes du même nom. Tous deux reprennent un des concerts du Stratégie Tour qui s'est déroulé au Dôme à Marseille, leur ville natale. 

## Liste des titres
Le DVD et le CD comprennent les titres lives suivants : 
1. Second Souffle
2. Stratégie d'un pion
3. La mèche et les sens
4. Mental de Viet-Cong
5. Lâches
6. Le barème
7. Nous
8. 21/04
9. Medley 1 : Nés sous la même étoile - Independenza - Bad boys de Marseille - L'école du micro d'argent
10. Armes de distraction massive
11. Tiens
12. IAM (Science de la rime)
13. "Interstice" 1 pour le Flow
14. Murs
15. Où va la vie ? (feat. Moïse)
16. Bienvenue (remix)
17. Revoir un printemps
18. Encore plus de monde
19. Medley 2 : L'empire du côté obscur - Petit frère - Un bon son brut pour les truands - Demain, c'est loin
20. Pause
21. Noble art

Bonus DVD
- Vidéoclip, making-of et bande-annonce du single Stratégie d'un pion
- Vidéoclip et diaporama du single Où va la vie ?
- Clip de la projection scénique de Second Souffle
- Clip de la projection scénique de Murs
- Documentaire sur les coulisses du Stratégie Tour

## Classements
| Pays          | Meilleure position | Semaines classées[Quoi ?] |
| ------------- | ------------------ | ------------------------- |
| France        | 97                 | 6                         |
| Belgique (Fr) | 63                 | 3                         |